# Százmillió kilométeres nagyságrend
Ez a lap a különböző nagyságrendek összehasonlítását segíti elő, 1011 és 1012 méter közötti hosszúságokat (szélességeket, magasságokat, mélységeket, átmérőket, távolságokat) sorolja fel. Az összes nagyságrendet átfogó lista a Nagyságrendek listája (hosszúság) szócikkben található meg.

## Értékek
1011 m egyenlő az alábbiakkal:
- 100 Gm (gigaméter)
- 100 millió km
- 0,7 csillagászati egység

## Csillagászat
- 108 millió km (0.7 CSE): a Vénusz és a Nap távolsága
- 150 millió km (1.0 CSE): a Föld és a Nap távolsága – a csillagászati egység meghatározása
- 180 millió km (1.2 CSE): a Tejútrendszer középpontjában található szupermasszív fekete lyuk, a Sagittarius A* legnagyobb lehetséges átmérője
- 228 millió km (1.5 CSE): a Mars és a Nap távolsága
- 290 millió km (1.9 CSE): a Betelgeuze legkisebb átmérője
- 480 millió km (3.2 CSE): a Betelgeuse legnagyobb átmérője
- 570 millió km (3.8 CSE): a Hyakutake üstökös csóvájának hossza, mikor az Ulysses megvizsgálta; a jelenlegi sokkal hosszabb lehet
- 591 millió km (4.0 CSE): a Föld és a Jupiter legkisebb távolsága
- 624 millió km (4.2 CSE): az Antares átmérője
- 780 millió km (5.2 CSE): a Jupiter és a Nap távolsága
- 965 millió km (6.4 CSE): a Föld és a Jupiter legnagyobb távolsága

## Lásd még
- 1011 m-nél kisebb hosszúságok
- 1012 m-nél nagyobb hosszúságok